# Marta Puda
Marta Puda (Będzin, 13 gennaio 1991) è una schermitrice polacca.

## Palmarès
- Europei

Novi Sad 2018: bronzo nella sciabola individuale.